# Idiocerus sandagouensis
Idiocerus sandagouensis är en insektsart som beskrevs av Vilbaste 1968. Idiocerus sandagouensis ingår i släktet Idiocerus och familjen dvärgstritar. Inga underarter finns listade i Catalogue of Life.